# Intuango Dam
Ituango Dam är en dammbyggnad i Colombia.   Den ligger i departementet Antioquía, i den nordvästra delen av landet, 300 km nordväst om huvudstaden Bogotá. Intuango Dam ligger 361 meter över havet.
Terrängen runt Ituango Dam är huvudsakligen bergig, men den allra närmaste omgivningen är kuperad. Ituango Dam ligger nere i en dal. Runt Ituango Dam är det ganska glesbefolkat, med 29 invånare per kvadratkilometer. Närmaste större samhälle är Ituango, 12,0 km väster om Intuango Dam. I omgivningarna runt Ituango Dam växer i huvudsak städsegrön lövskog.